# Покров Пресвятой Богородицы
Покро́в Пресвято́й Богоро́дицы — непереходящий великий православный праздник, отмечаемый 1 октября по юлианскому календарю преимущественно в русском православии, известен с конца XII века, вопрос о происхождении до сих пор не решён .
В греческом православии праздник, по сохранившимся источникам, появился лишь в XIX веке и в настоящее время в Греции отмечается также и 28 октября по новому стилю, за исключением той части (Иерусалимская православная церковь, Афон, старостильники), которая по-прежнему использует в богослужении старый стиль. В последнем случае одна из дат празднования совпадает с принятой в русском православии.
Полное название праздника в богослужебных книгах на церковнославянском языке: Покро́въ прест҃ы́ѧ влⷣчцы на́шеѧ бцⷣы и҆ приснодв҃ы мр҃і́и; на греческом: греч. Ἁγία Σκέπη τῆς Θεοτόκου — «Святой Покров Богородицы» или греч. Ἀνάµνησιν ἐπιτελοῦµεν τῆς ἁγίας Σκέπης τῆς Ὑπεραγίας Δεσποίνης ἡµῶν Θεοτόκου καὶ Ἀειπαρθένου Μαρίας — «Воспоминание совершаем святого Покрова Пресвятой Владычицы нашей Богородицы и Приснодевы Марии».
В основу праздника положено предание о явлении константинопольскому юродивому Андрею Богородицы во Влахернском храме, в котором хранилась риза Богородицы. Богослужебные особенности во многом соответствуют Богородичным двунадесятым праздникам, хотя сам праздник Покрова Пресвятой Богородицы относится к великим недвунадесятым праздникам.

## Явление Богоматери
Слово «омофор» в описаниях праздника Покрова и в соответствующих богослужебных текстах означает головной убор Богоматери. При обычном употреблении омофор — принадлежность богослужебного облачения архиерея.
Рассказ о событии взят из Жития Андрея Юродивого, который, вместе со своим учеником блаженным Епифанием увидел Богородицу, распростёршую над собравшимся в храме народом свой омофор.

### Описание в Великих Четьих Минеях
В Житии Андрея Юродивого, помещённом в Великих Четьих Минеях, не указан ни день недели, ни какое-либо число, сказано лишь, что видение было во время всенощного бдения, в четвёртом часу ночи, во Влахернском храме. Согласно Житию, Богородица «высоко», то есть по воздуху, пришла царскими вратами в сопровождении Иоанна Предтечи и Иоанна Богослова, которые по обеим сторонам поддерживали Пречистую; рядом с Богородицей были многие святые, поющие духовные песнопения, в белых одеждах, одни шли впереди Девы Марии, другие после неё. Остановившись вблизи амвона, перед алтарём, Богоматерь сняла с себя омофор, который был на верху её головы, и держала над молящимися людьми, при этом омофор сиял как илектр (др.-греч. ἠλέκτωρ — лучезарное светило, солнце, огненная стихия, (космический) огонь). Спустя время Богородица удалилась, оставив благодать.

### Описание Димитрия Ростовского
Согласно описанию Димитрия Ростовского, составленному лишь в конце XVII века, чудесное видение произошло в правление императора Льва Мудрого, в воскресенье, 1 октября, в четвёртом часу ночи. Во Влахернской церкви Константинополя, которую наполнял многочисленный народ, совершалось всенощное бдение, находившийся в ней Андрей Юродивый поднял глаза и увидел

Пресвятую Деву Богородицу, стоящую на воздухе и молящуюся, сияющую солнечным светом и покрывающую людей Своим честным омофором. Видя то, святой Андрей сказал ученику своему, блаженному Епифанию:
— Видишь ли, брат, Царицу и Госпожу всех, молящуюся о всем мире?
Епифаний ответил:
— Вижу, святой отче, и ужасаюсь.— Димитрий Ростовский, Жития святых
Богородицу сопровождали ангелы и «сонмы всех святых», среди которых были Иоанн Предтеча и Иоанн Богослов. Богородица вместе с ангелами и святыми принесла молитвы «к Сыну Своему и Богу нашему». Димитрий Ростовский так описывает молитву Богородицы:

Когда святой Андрей с Епифанием созерцали сие дивное видение, Богоматерь молилась на долгий час, обливая слезами Своё Боговидное и Пречистое лицо. Окончив здесь молитву, подошла к престолу, молилась и здесь за предстоящий народ. По окончании молитвы, сняла с Себя блиставшее наподобие молнии великое и страшное покрывало, которое носила на Пречистой главе Своей и, держа его с великою торжественностью Своими Пречистыми руками, распростерла над всем стоящим народом. Чудные сии мужи довольно время смотрели на сие распростёртое над народом покрывало и блиставшую наподобие молнии славу Господню; и доколе была там Пресвятая Богородица, видимо было и покрывало. По отшествии же Её, сделалось и оно невидимо. Но взяв его с собою, Она оставила благодать бывшим там.
— Димитрий Ростовский, Жития святых

### Смысл видения
Это видение и знак означали спасение жителей города от нашествия, и войска противника вскоре действительно отступили.

### Датировки
Описанные события имели место при императоре Льве Мудром и патриархе Макарии, когда Византийская империя вела войну с сарацинами — мусульманами, и Константинополю угрожала опасность. В иных источниках говорится о войне с племенами русов в 860 году или болгар в 926 году.
Согласно Житию Андрея Юродивого, чудо произошло в конце жизни святого. Однако годы жизни Андрея Юродивого можно установить лишь предположительно. «Православная энциклопедия» сообщает:

Согласно Житию, святой жил во времена «христолюбивого царя Льва Великого» (император Лев I) и преподобного Даниила Столпника († 493). Однако ряд анахронизмов в тексте и его сходство с житиями других юродивых — Симеона Эмесского, Василия Нового, Нифонта Кипрского — заставили первого его издателя болландиста К. Яннинга отнести время жизни Андрея Юродивого к правлению императора Льва VI (886—912), а создание Жития — к X веку. Соглашаясь с этим, архиепископ Сергий (Спасский) указал на позднее появление имени преподобного в греческих синаксарях (XII век). По мнению И. И. Срезневского, могло существовать древнее Житие Андрея Юродивого, написанное в VI веке и переработанное в середине X века, а С. Манго считал, что Житие Андрея Юродивого было создано в конце VII века. В работах Л. Рюдена подробно аргументирована датировка Жития 50-ми годами X века.

## История установления праздника

### Версии происхождения праздника
Как отмечает искусствовед С. Н. Липатова, история праздника Покрова́ до сих пор полна пробелов, хотя вопросы о его происхождении неоднократно ставились в церковной и научной литературе. Высказывались различные мнения о месте его появления.

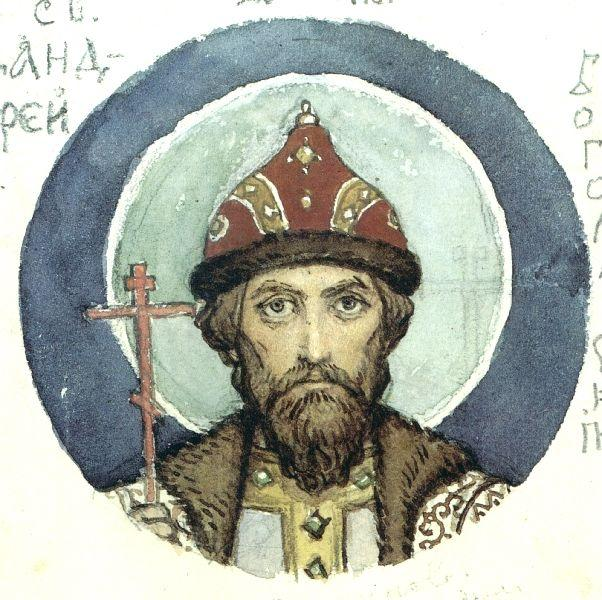
Андрей Боголюбский
(работа В. М. Васнецова)

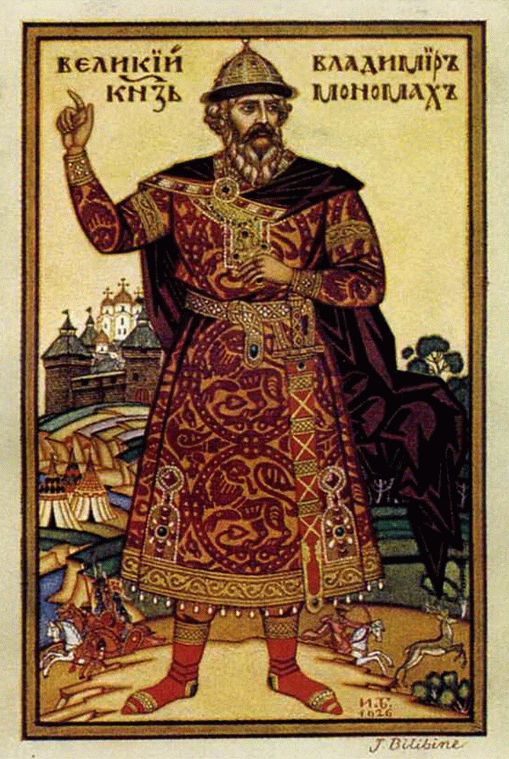
Владимир Мономах (работа Ивана Билибина, 1926 год)

Афонский монах Пахомий Логофет, агиограф XV века, в «Похвальном слове на Покров», помещённом в Великих Четьих Минеях, говорит о том, что праздник установлен в Константинополе и оттуда пришёл на Русь.
Доказательств Пахомий не привёл, но его утверждение стало причиной споров о том, имеет ли праздник Покрова русское или византийское происхождение. Согласно византийской версии, праздник был учреждён императором Львом Мудрым (866—912). Г. П. Георгиевский высказал мнение, что «установление праздника Покрова в Греческой Церкви 1 октября могло быть приурочено ко дню памяти святого Романа Сладкопевца, одного из предполагаемых авторов акафиста Пресвятой Богородице, служившего во Влахернском храме».
Согласно русской версии, поддерживаемой многими современными исследователями-медиевистами, Покров представлял собой русский церковный праздник, не вошедший в греческие богослужебные уставы. Праздник Покрова известен только по русским месяцесловам, в византийских источниках он отсутствует — не был известен или исчез. В других православных церквях он появился под русским влиянием. Праздник вошёл в устав в XII веке на Руси. Проложное сказание и текст службы на Покров составлены в XII веке и известны по спискам XIII—XIV веков. Однако в сказании нет признаков специальной привязанности праздника именно к Русской земле. Традиционная точка зрения, выразителем которой был М. А. Остроумов, связывает «начало почитания Покрова на Руси с Владимиро-Суздальскими землями и именем святого князя Андрея Боголюбского». Н. Н. Воронин считал, что Покров Богородицы, которому посвящён храм Покрова на Нерли (1158—1165) был новым праздником, установленным Андреем Боголюбским и епископом без санкции киевского митрополита. «Этот праздник выражал в особенно открытой, но и утончённой форме мысль о преимущественном покровительстве Богоматери Владимирской земле, её князю и его людям». Точка зрения о владимирском происхождении праздника нашла отражение в Православной энциклопедии, где её высказывает А. В. Назаренко:

В память заступничества Богородицы через Её Владимирскую икону за войско Андрея Юрьевича Боголюбского в походе против волжских булгар в 1164 году по инициативе князя были учреждены праздники — в честь Покрова Пресвятой Богородицы (1 октября) и Всемилостивого Спаса и Пресвятой Богородицы (1 августа), вошедшие в литургический обиход Русской Церкви. Был создан ряд произведений (при возможном участии Андрея Юрьевича Боголюбского как автора в некоторых из них), главной темой которых является покровительство Богоматери Владимиро-Суздальскому княжеству: Слово о победе над волжскими булгарами, Слово на праздник Покрова, Сказание о чудесах Владимирской иконы Божией Матери.
Наконец, «прозвучавшая ещё в дореволюционной литературе гипотеза об установлении праздника в первой половине XII века в Киеве поддерживается в ряде публикаций и в наши дни». Её выразителями в разные годы были архиепископ Сергий (в конце XIX века), А. Александров (в 80-х годах XX века) и современная исследовательница И. А. Шалина. Е. А. Фет в «Словаре книжников и книжности Древней Руси» пишет, что на Руси, вероятно, праздник был первоначально принят в Киево-Печерском и соседнем с ним Влахернском монастырях. «Некоторые из учёных предполагают: инициатором установления праздника был не Андрей Боголюбский, а его дед Владимир Всеволодович Мономах».
Покров Пресвятой Богородицы почитался на Руси как символ особого покровительства Богоматери Русской земле. По мнению М. Б. Плюхановой, большое значение для средневековой Руси имело «заложенное в символе Покрова общественное начало». Специфика этого праздника на Руси заключается в почитании образов Церкви как «покрова, ограды, защиты».

### Праздник Покрова в Великих Минеях Четьих
«Сказание на Покров Святой Богородицы», входящее в состав Великих Миней Четьих митрополита Макария и характеризуемое «Словарём книжников и книжности Древней Руси» как «краткая заметка, в которой … сообщается об учреждении праздника Покрова на Руси по воле некоего владетельного князя», так описывает установление праздника:
| Оригинал | Перевод |
| --- | --- |
| Се убо егда слыша, помышлях: «Како страшное и милосердное видѣние, паче надѣяние наше и заступление, бысть безъ праздника?» Надѣя же ся, Владычице, на милосердая твоя словеса, еже кь Сыну си рече, молящи и глаголющи: «Царю небесный, приими всякого человѣка, славящаго тя и призывающаго имя твое на всяком мѣсте, идѣже бывает паметь имени моего, святи мѣсто се и прослави прославляющаго тя именем моим, приемля их всяку молитву и отвѣтъ». Тѣмъ словесем надѣяся, въсхотѣх да не безъ праздника останет святый Покровъ твой, Преблагая, но якоже ты хощеши украсити честный праздникъ твоего Покрова, Всемилостивая, украси, да и прославляющии тя възвеселятся, видяще многоименны твоя праздникы сиающа. | Когда я услышал сие, то подумал: «Как же это страшное <такое> и милосердное видение, более того — надежда наша и заступничество, не празднуется?» Надеюсь же, Владычица, на милосердные твои слова, с которыми к Сыну обратилась, молясь и говоря: «Царь небесный, прими всякого человека, славящего тебя и призывающего имя твоё везде, где бывает память имени моего, освяти место это и прославь прославляющего тебя именем моим, приемля всякую их молитву и ответ». В те слова веруя, возжелал я: пусть не без праздника останется святой твой Покров, Преблагословенная, и как ты хочешь, Всемилостивая, украсить почести достойный праздник твоего Покрова, <так и> укрась, чтобы возрадовались прославляющие тебя, увидев сияющими в честь имени твоего многие праздники. |

## Гимнография
В греческой октябрьской Минеи помещены две службы 1 и 28 октября, обе они отличны от службы на церковнославянском языке.
Служба на церковнославянском языке имеет один канон, который не имеет краегранесия. Канон написан преподобным Саввою. В греческой службе 1 октября помещены два канона Покрову. Первый канон не подписан. Второй имеет авторство. Оно подписано в акростихе: греч. Ὑμνῶ Σκέπης σου τὴν χάριν Παναγία, Ὁ Ἰάκωβος — «Пою Покрова твоего благодать, Пресвятая, Иаков». Служба составлена иноком Иаковом Святогорцем. Служба достаточно поздняя, печатное издание 1869 года. Служба 28 октября написана в XX веке иноком Герасимом, имеет два канона Покрову. Акростих первого канона: греч. Σὺ εἶ, Παρθένε, Ἑλλάδος σκέπη. Γερασίμου — «Ты, Дева, Греции покров. Герасимово»; акростих второго канона: греч. Σκέπην ὑμνέω τῆς Θεοτόκου. Γερασίμου — «Покров пою Богородицы. Герасимово». 28 октября — День О́хи (досл. День «Нет»), национальный праздник в Греции и на Кипре, в этот день в Элладской православной церкви установлен ещё один праздник Покрова Богородицы решением Синода от 21 октября 1952 года.
В службе на славянском языке в различных редакциях в отличие от греческих существует одна интересная особенность: если на славянском в качестве синонима слова «покров» используются слова «омофоръ», «амфоръ», «омфоръ», «амѳоръ» (от др.-греч. ώμοφόριον — «омофор»), то в греческих службах в этом значении используется только слово греч. σκέπη.
| Тропарь, глас 4 | Кондак, глас 3 | Величание |
| --- | --- | --- |
| Днесь благове́рніи лю́діе све́тло пра́зднуемъ, осеня́еми Твои́мъ, Богома́ти, прише́ствіемъ, и къ Твоему́ взира́юще пречи́стому о́бразу, уми́льно глаго́лемъ: покры́й насъ честны́мъ Твои́мъ Покро́вомъ и изба́ви насъ отъ вся́каго зла, моля́щи Сы́на Твоего́, Христа́ Бо́га на́шего, спасти́ ду́ши на́ша. | Де́ва днесь предстои́тъ в Це́ркви, и съ ли́ки святы́хъ неви́димо за ны мо́лится Бо́гу: а́нгели со архиере́и покланя́ются, апо́столи же со проро́ки ликовству́ютъ: насъ бо ра́ди мо́литъ Богоро́дица Преве́чнаго Бо́га | Велича́емъ Тя, Пресвята́я Де́во, и чтимъ Покро́въ Твой честны́й, Тя бо ви́де святы́й Андре́й на возду́се, за ны Христу́ моля́щуюся. |

## Иконография

### Древнейшие изображения

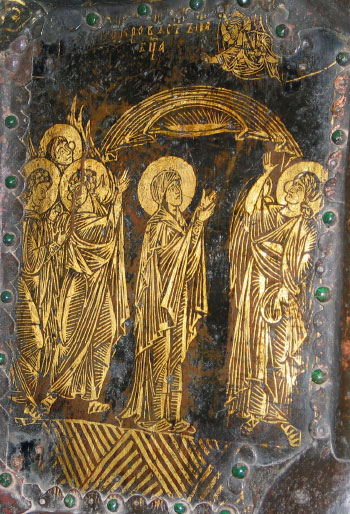
Западные врата Богородице-Рождественского собора города Суздаля 1227—1238 год. Владимиро-Суздальский музей-заповедник. Фрагмент

Древнейшие образы Покрова в древнерусском искусстве представлены в Суздале — на вратах Рождественского собора (начало XIII века), выполненных в технике золотой наводки по меди, и во Пскове — в росписях собора Снетогорского монастыря (1313).
XIV веком датируются иконы из Покровского монастыря в Суздале (собрание Государственной Третьяковской галереи), Зверина монастыря в Новгороде и икона из Восточной Галиции, находящаяся в собрании Национального Художественного музея Украины (см. изображения ниже).

### «География» икон Покрова
Древние греческие иконы Покрова не известны, более того, даже в книге «Ерминия» — широко известном греческом полном сборнике наставлений и указаний по иконописи, написанном в 1730—1733 годах известным теоретиком иконографии, афонским иеромонахом Дионисием из Фурны, — описание изображения Покрова Богородицы отсутствует.
Архимандрит (ныне епископ) Николай (Погребняк) даже пишет, что «византийских икон (как и иных других — кроме русских)» попросту не существует, что не совсем верно, как показывает фреска из монастыря Грачаница (см. ниже).

### Варианты композиции
Иконография Покрова основывается на Житии Андрея, Христа ради юродивого, в котором описывается явление Покрова Богородицы. Центральной, главной и обязательной фигурою на иконах является Дева Мария, которую изображают с омофором в руках или в виде оранты в верхней средней части икон. В состав композиций икон входят также изображения Иоанна Предтечи и Иоанна Богослова, расположенные по обеим сторонам от изображения Девы Марии. Кроме того, в нижней части икон изображается Андрей, Христа ради юродивый, рукою указывающий Епифанию на Богородицу. Достаточно часто встречается изображение Романа Сладкопевца на амвоне с орарём (под изображением Богородицы). Кроме того, на иконах Покрова изображаются святые в белых одеждах —
спутники Богородицы во время небесного её шествия по Влахернскому храму — и ангелы, летящие рядом с Мариею. В нижней части иконы, рядом с Андреем, изображают и молящихся людей. Все изображения, кроме изображения самой Богоматери, не являются обязательными и могут варьироваться на разных иконах или даже совершенно отсутствовать.

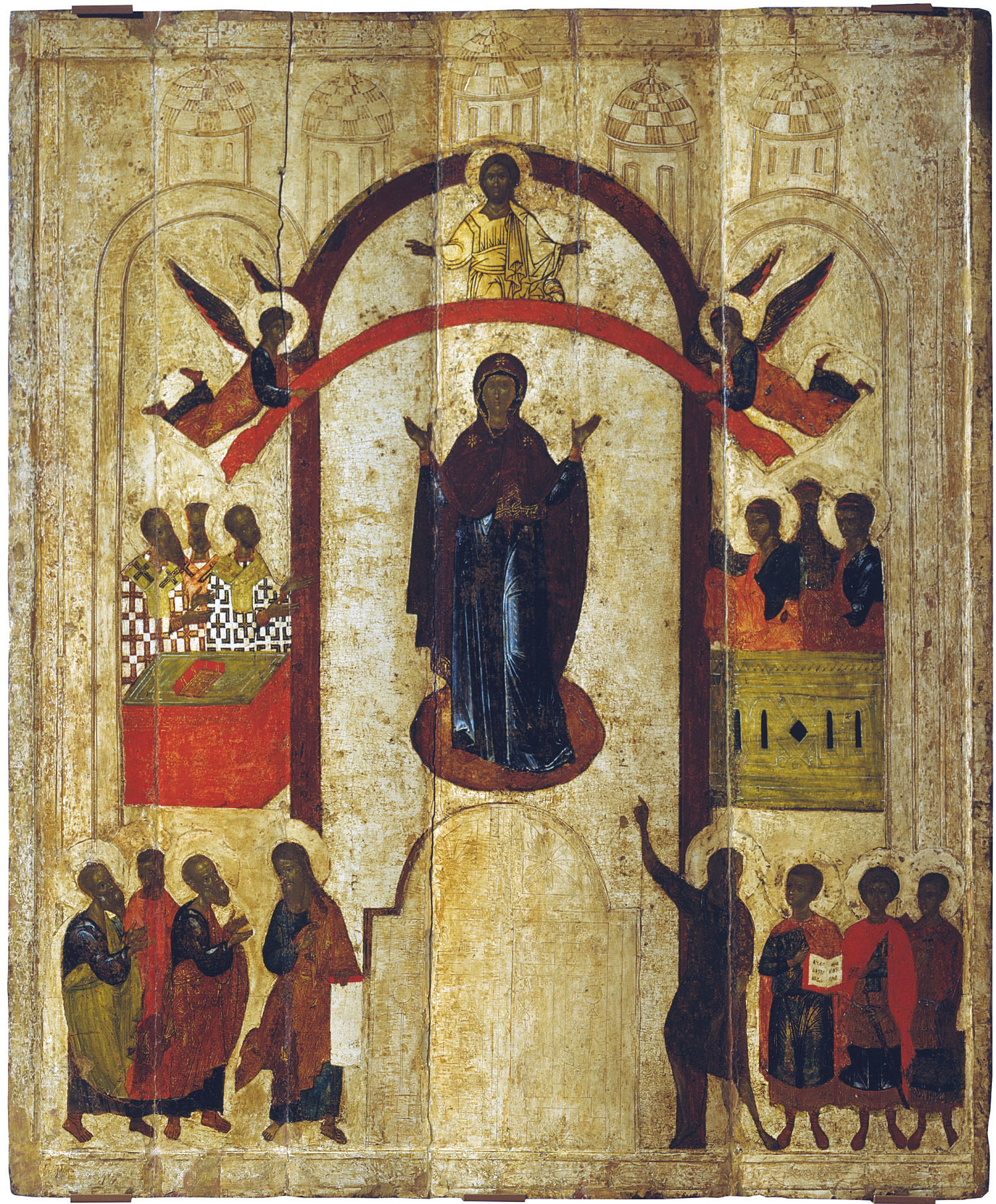
Покров Пресвятой Богородицы (икона из Зверина монастыря в Новгороде, 1399 год)
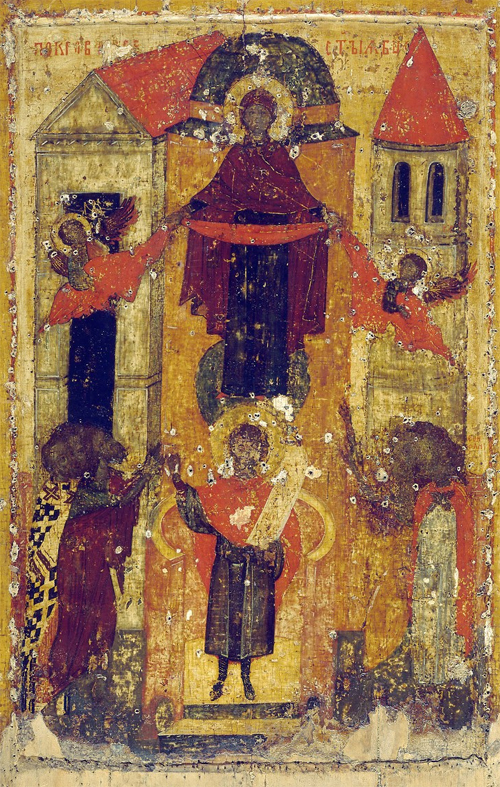
Покров Богоматери. Икона 1360-х годов из Покровского монастыря в Суздале. Собрание Государственной Третьяковской галереи. Изображение плата в руках Богоматери, а также фигура святого Романа Сладкопевца традиционно считаются признаком «среднерусского» варианта иконографии Покрова.
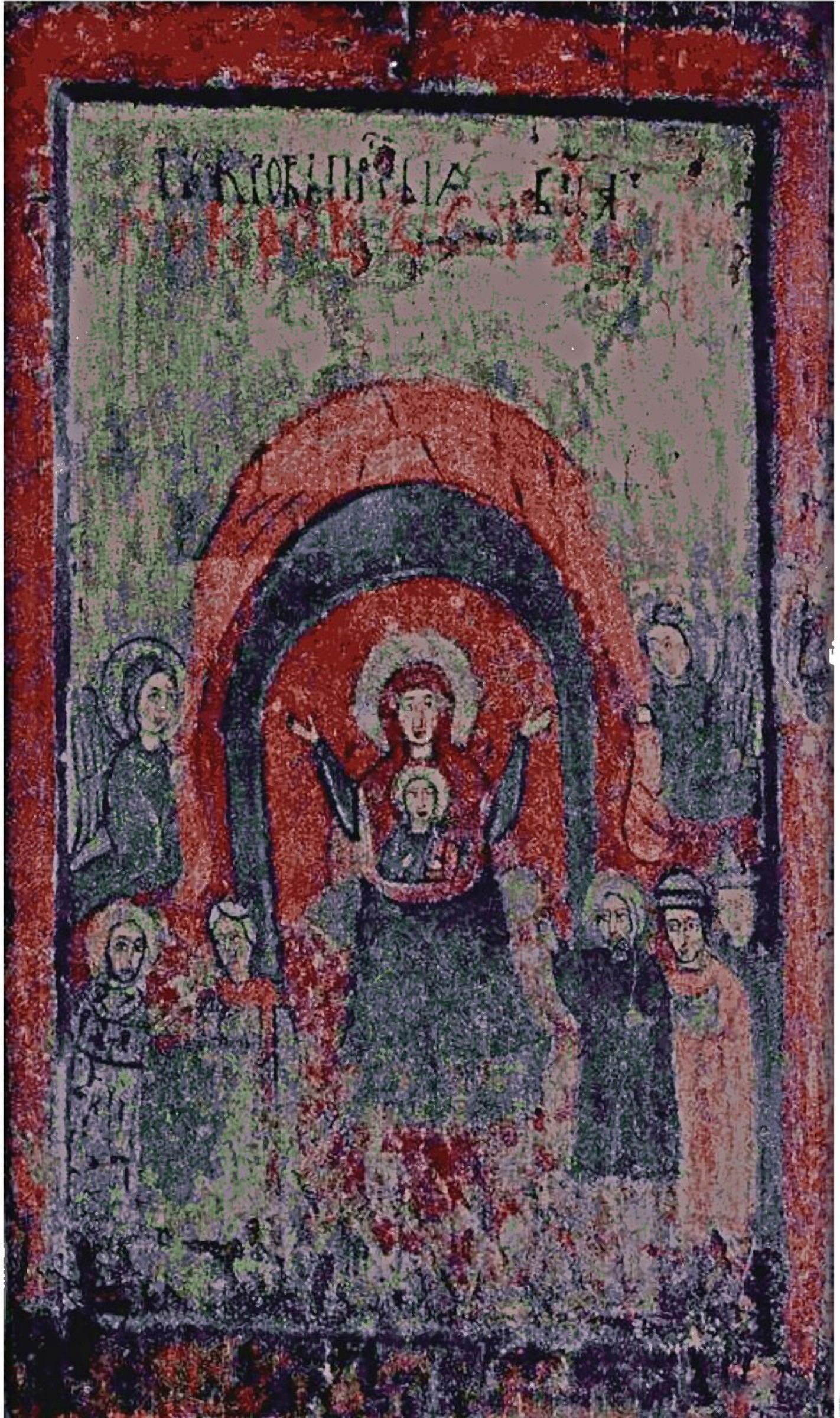
Икона Покрова Пресвятой Богородицы из Восточной Галиции. XII[27]—XIV вв. Собрание Национального Художественного музея Украины.
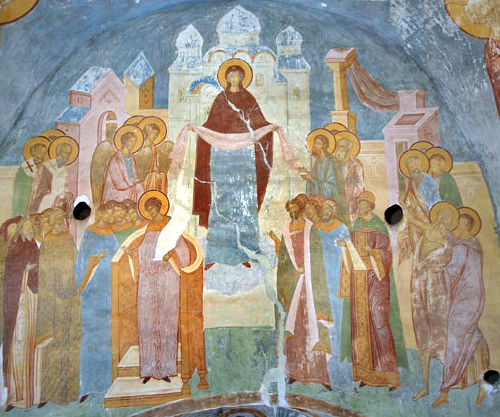
Покров Богоматери. Дионисий. Роспись собора Рождества Богородицы Ферапонтова монастыря, 1502 год
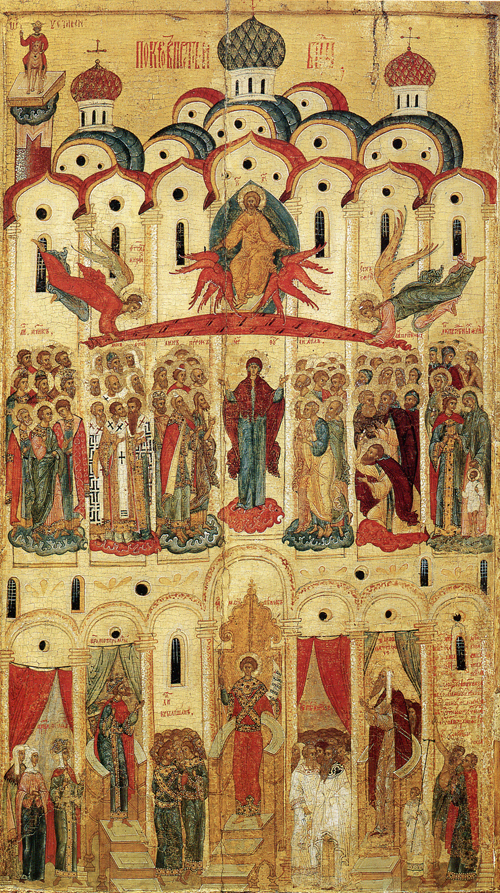
Покров Богоматери. Новгородская икона середины – второй половины XVI века из собрания Государственного Русского музея
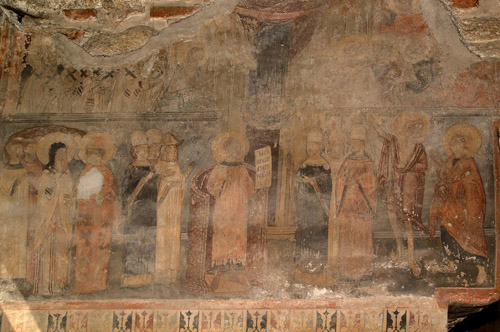
Покров Богоматери. Фрагмент плохо сохранившейся композиции – фреска притвора собора монастыря Грачаница (Сербия, Косово). 1570-е годы. В XVI веке древнерусские по своему происхождению образцы иконографии Покрова и «О Тебе радуется» переносятся на Балканы.

## Храмы и монастыри
Согласно базе данных «Храмы России», на территории России Покрову Пресвятой Богородицы посвящено 1384 храма и других культовых объектов (7,51 % от общего числа объектов), что ставит праздник Покрова на второе место в общей статистике, на первом же месте — храмы и другие культовые объекты, посвящённые Николаю Чудотворцу (23 %). Статистика включает действующие, сохранившиеся и не сохранившиеся храмы (включая домо́вые), часовни, молельные дома и прочее.

### Древнейшие храмы и монастыри

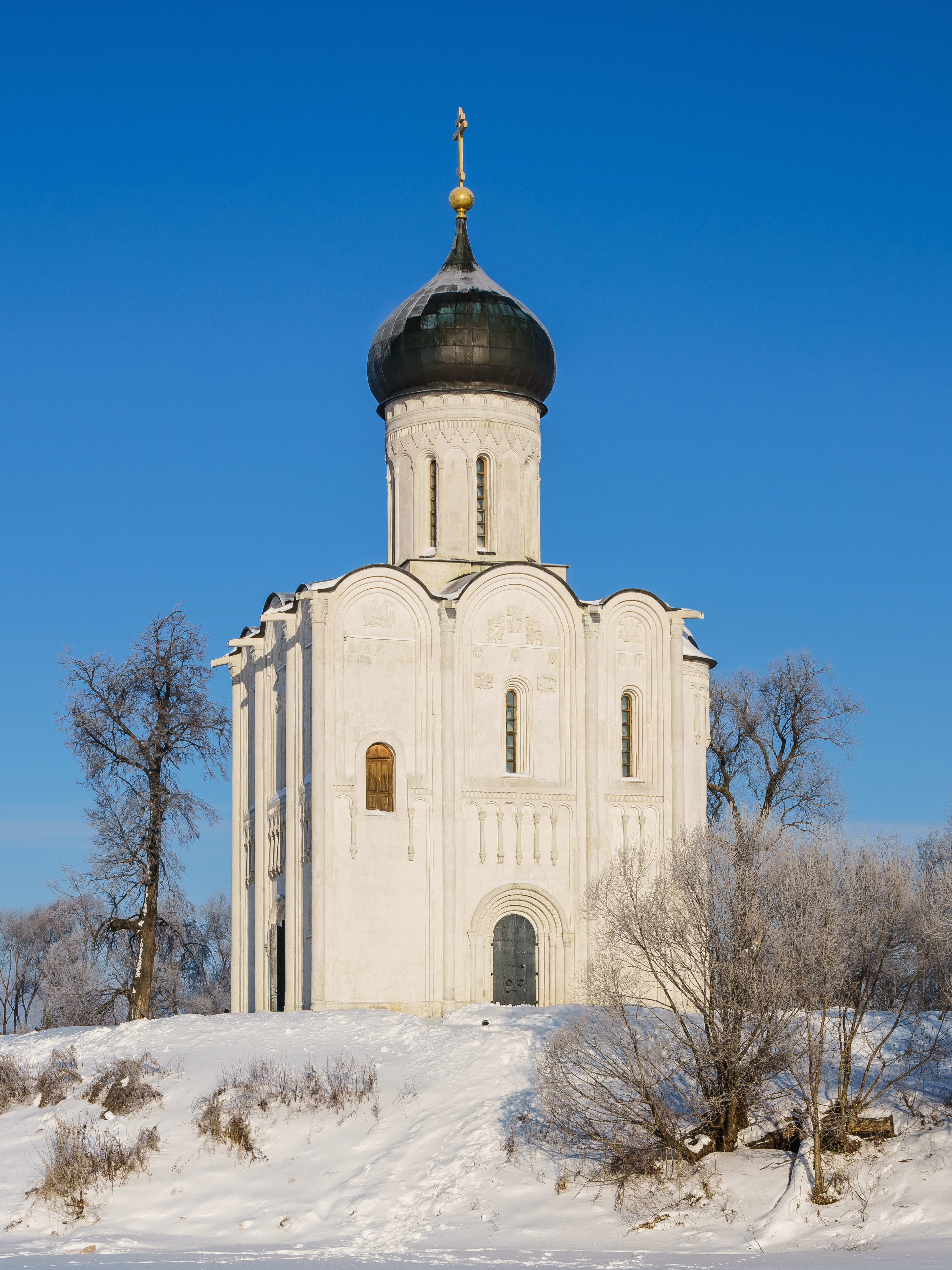
Церковь Покрова на Нерли (вторая половина XII века) — старейшая церковь в честь праздника Покрова Богоматери. Владимирская область, посёлок Боголюбово
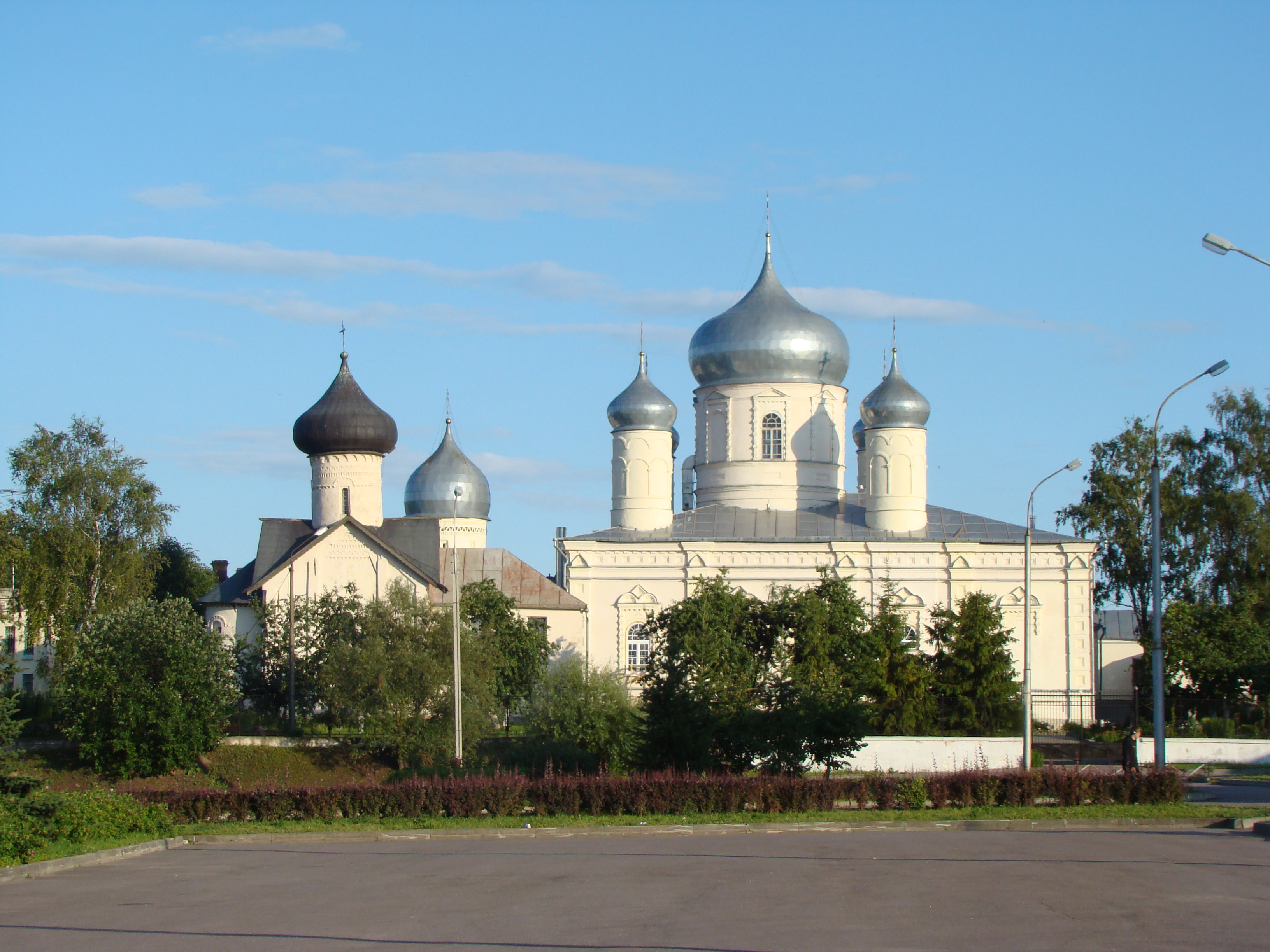
Зверин-Покровский монастырь, Великий Новгород

На Руси храмы в честь Покрова Божией Матери появились в XII веке. Всемирно известный по своим архитектурным достоинствам храм Покрова на Нерли был построен в 1165 году князем Андреем Боголюбским. Согласно традиционной точке зрения (см. выше), именно он около 1164 года и ввёл в календарь Русской церкви праздник Покрова Божией Матери. Это первый известный из летописей храм в честь Покрова.
В Новгороде в XII веке существовал Зверинский монастырь с Богородичным храмом. В честь какого Богородичного праздника был сооружён храм, летописи не упоминают. В 1148 году храм сгорел; в 1300 году была срублена деревянная Богородицкая церковь в монастыре в Зверинце; в 1335 году был построен и освящён храм в честь Покрова, а монастырь получил новое название — Зверин-Покровский монастырь.

### Московские храмы и монастыри
В Москве царём Иваном Грозным был построен собор Покрова́ на месте деревянного храма Святой Троицы на южной стороне Красной площади — более известный как храм Василия Блаженного (1555—1561). На севере современного города, в Медведкове, находится Покровская церковь, возведённая в 1635 году в своей вотчине князем Дмитрием Пожарским. В центре Москвы, на Таганской улице находится Покровский ставропигиальный женский монастырь (основан как мужской в 1635 году царём Михаилом Фёдоровичем в память своего родителя — патриарха Филарета, скончавшегося в праздник Покрова Богородицы).
Кафедральные соборы предстоятелей старообрядцев — Русской православной старообрядческой церкви (РПСЦ) и Русской древлеправославной церкви (РДЦ) — Покровский собор на Рогожском кладбище и Покровский собор в Замоскворечье.

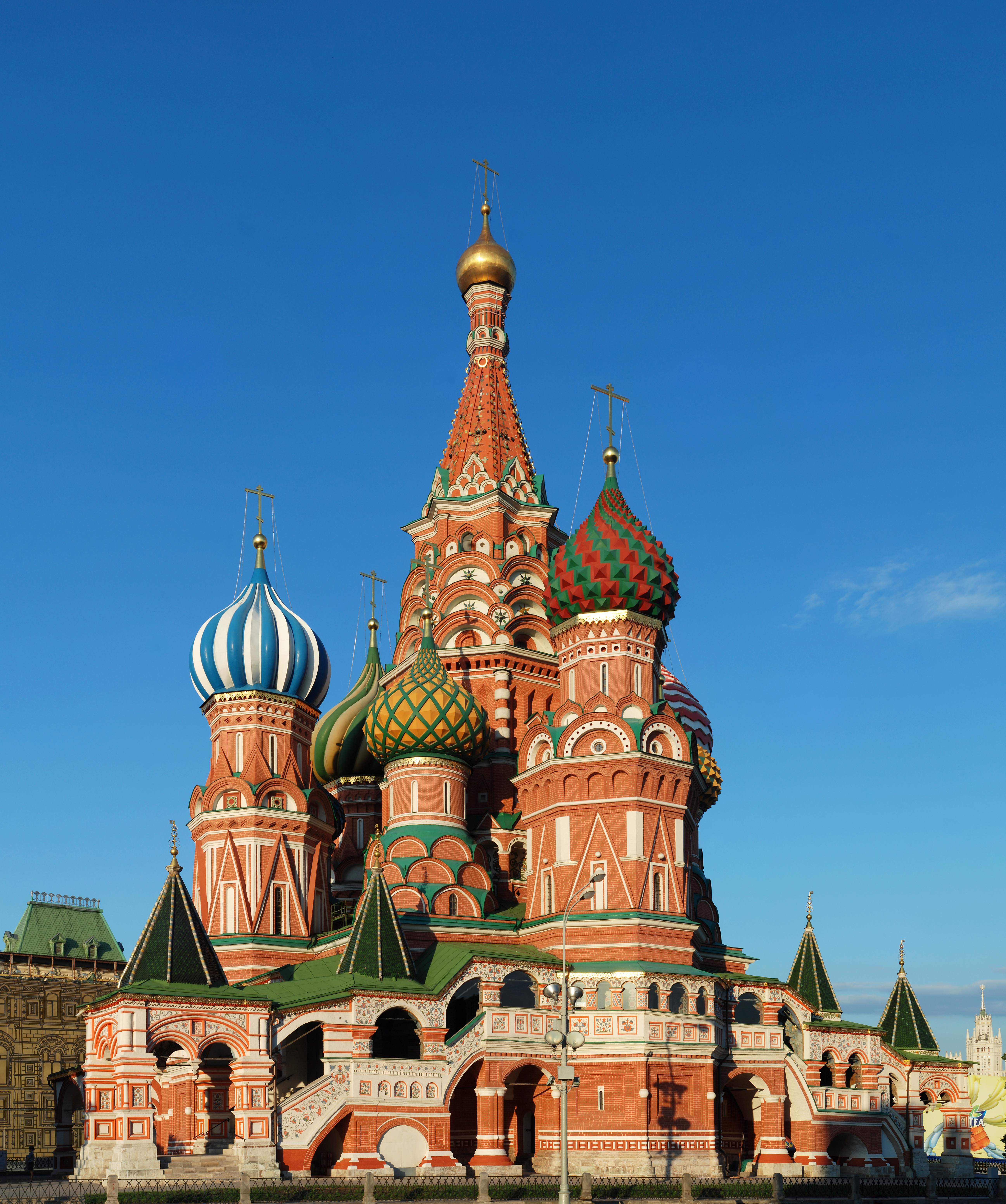
Покровский собор, что на Рву, Красная площадь, Москва
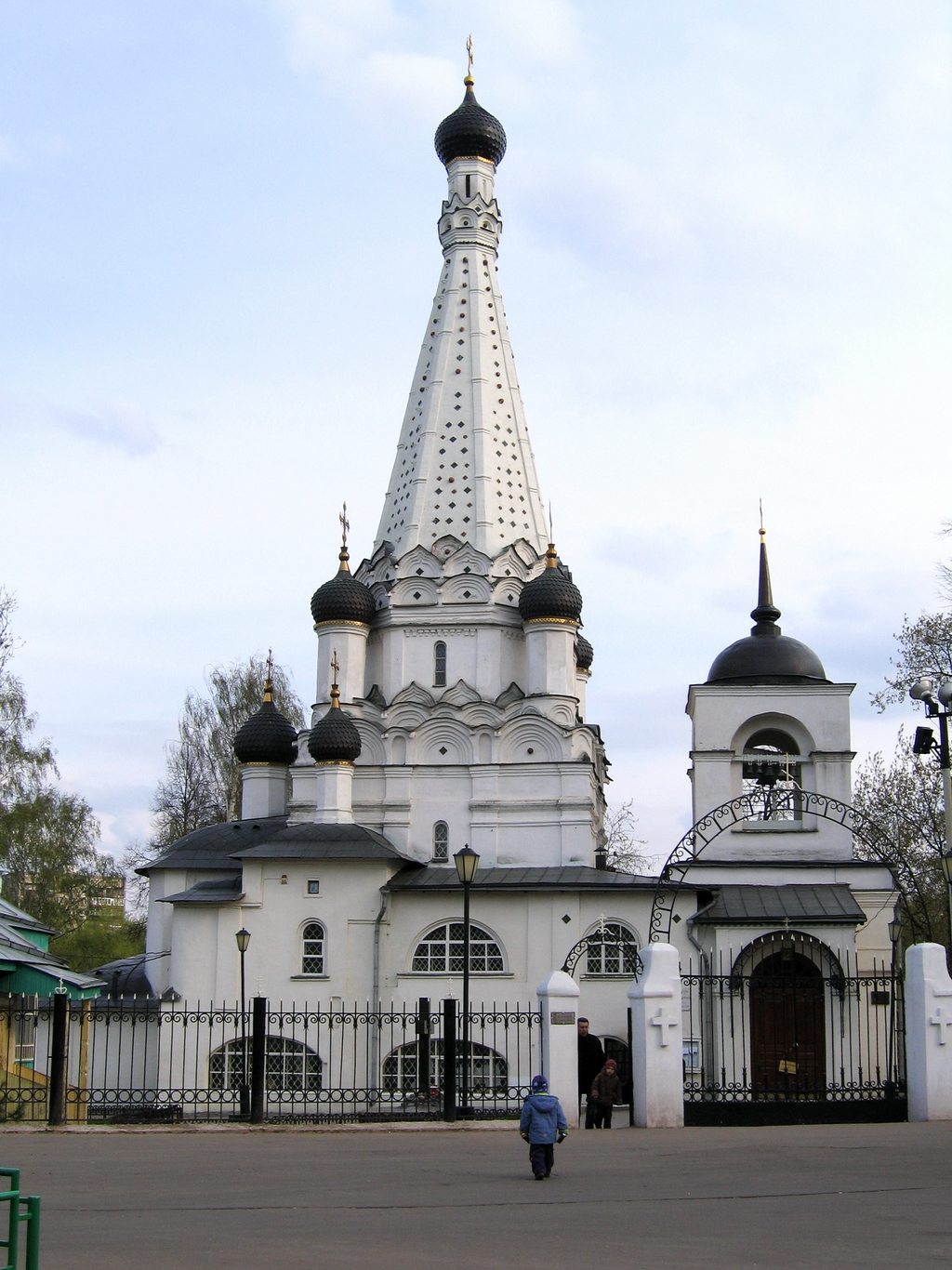
Храм Покрова Пресвятой Богородицы в Медведкове, Москва
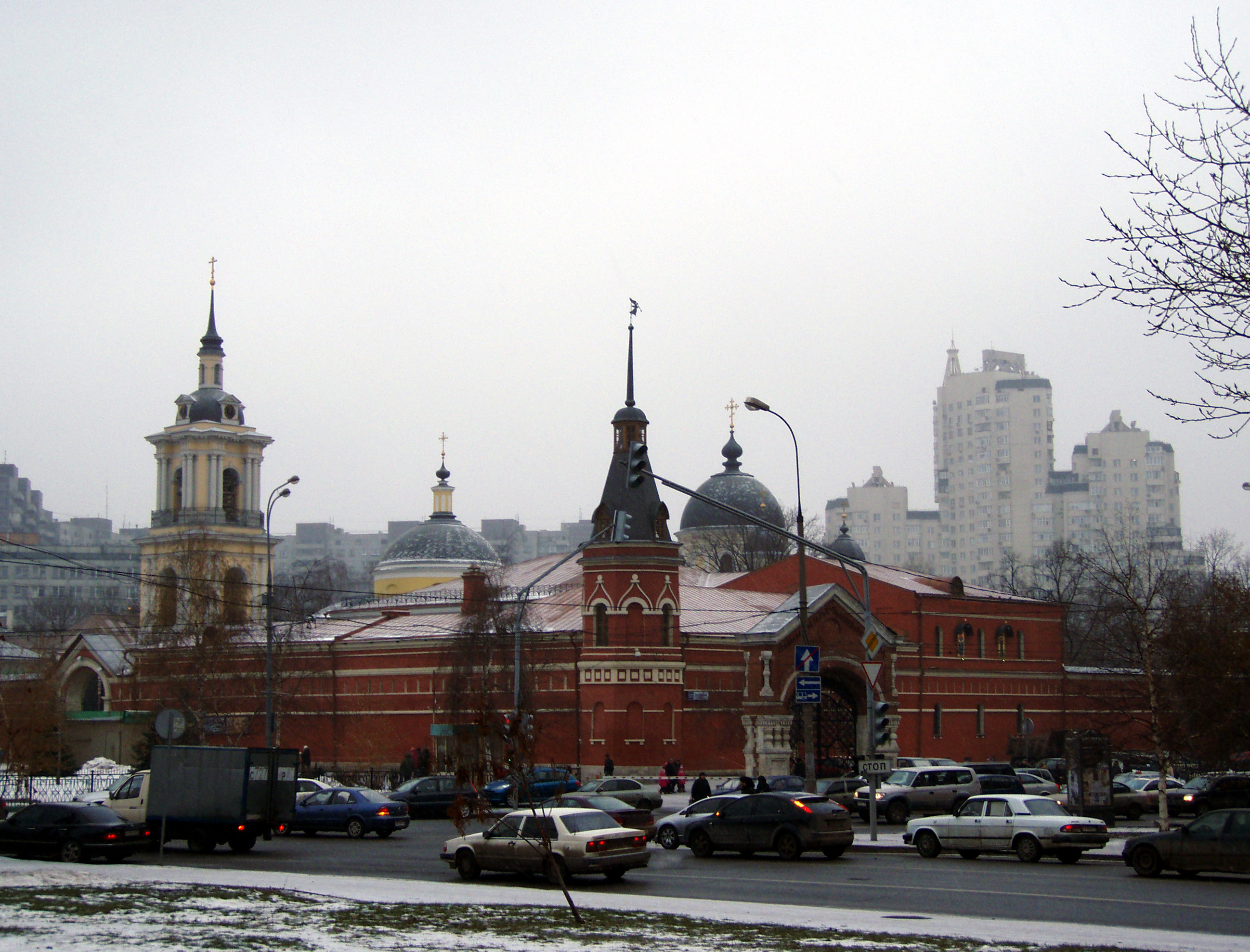
Покровский ставропигиальный женский монастырь, Москва
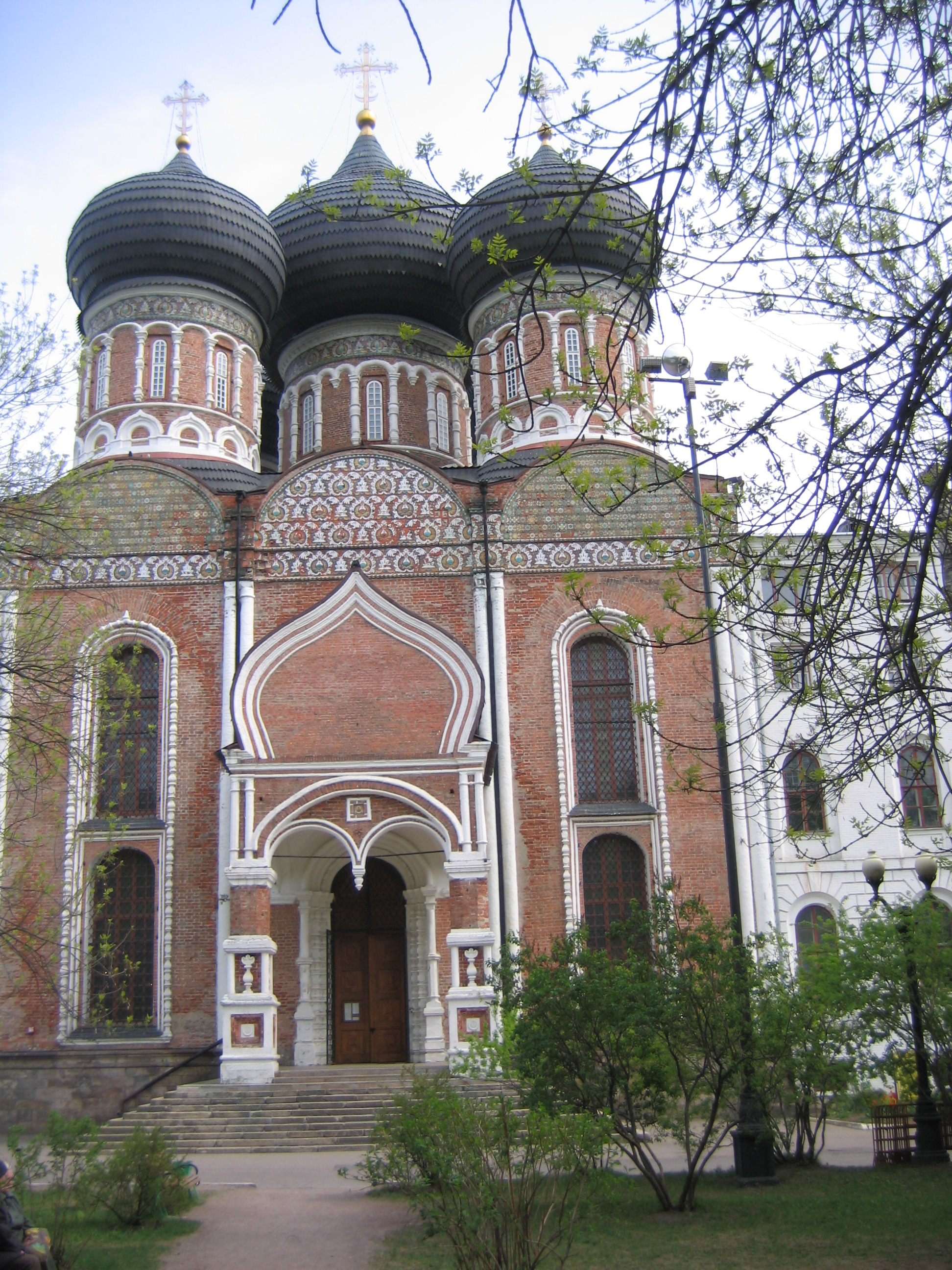
Храм Покрова Богородицы в Измайлове, Москва
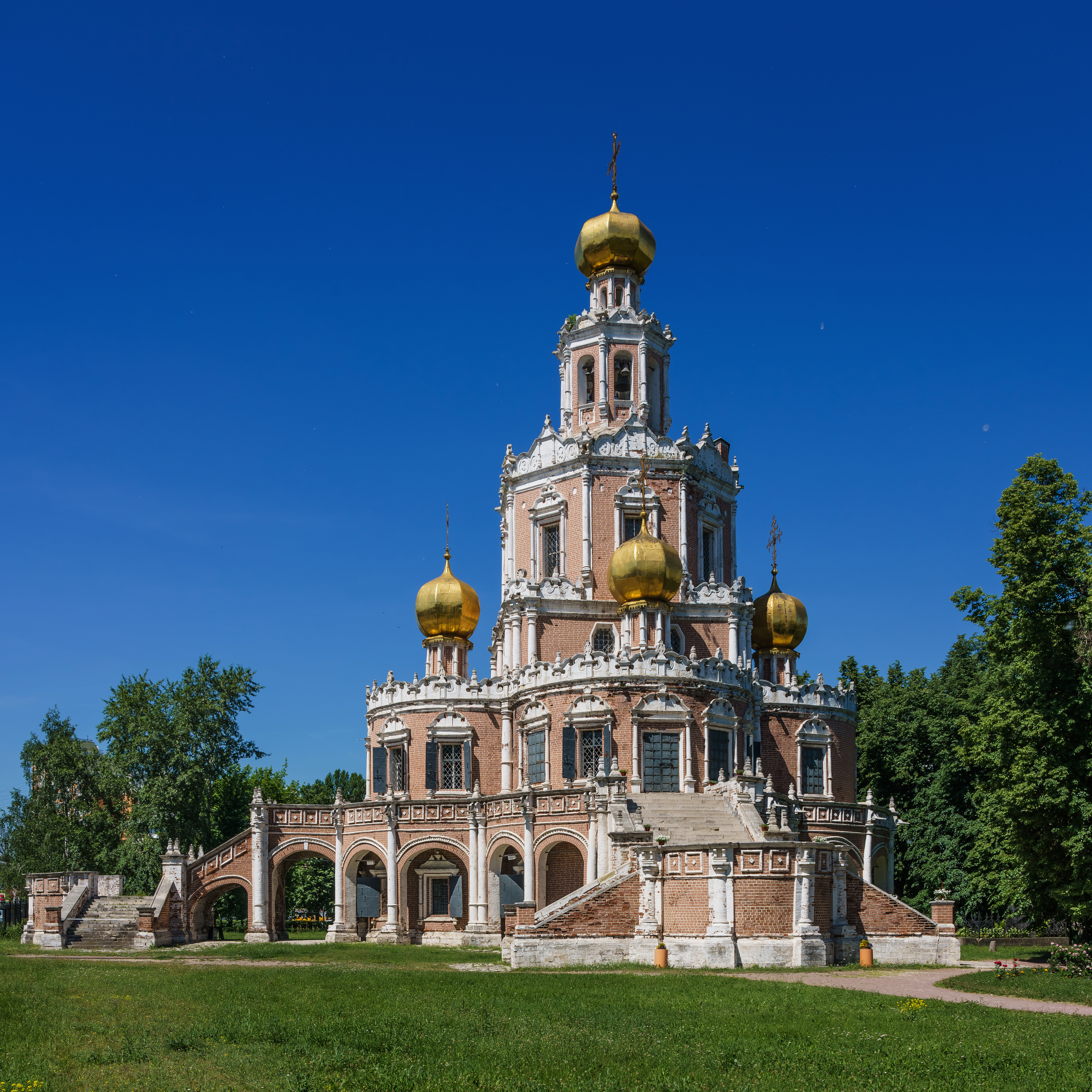
Церковь Покрова в Филях, Москва
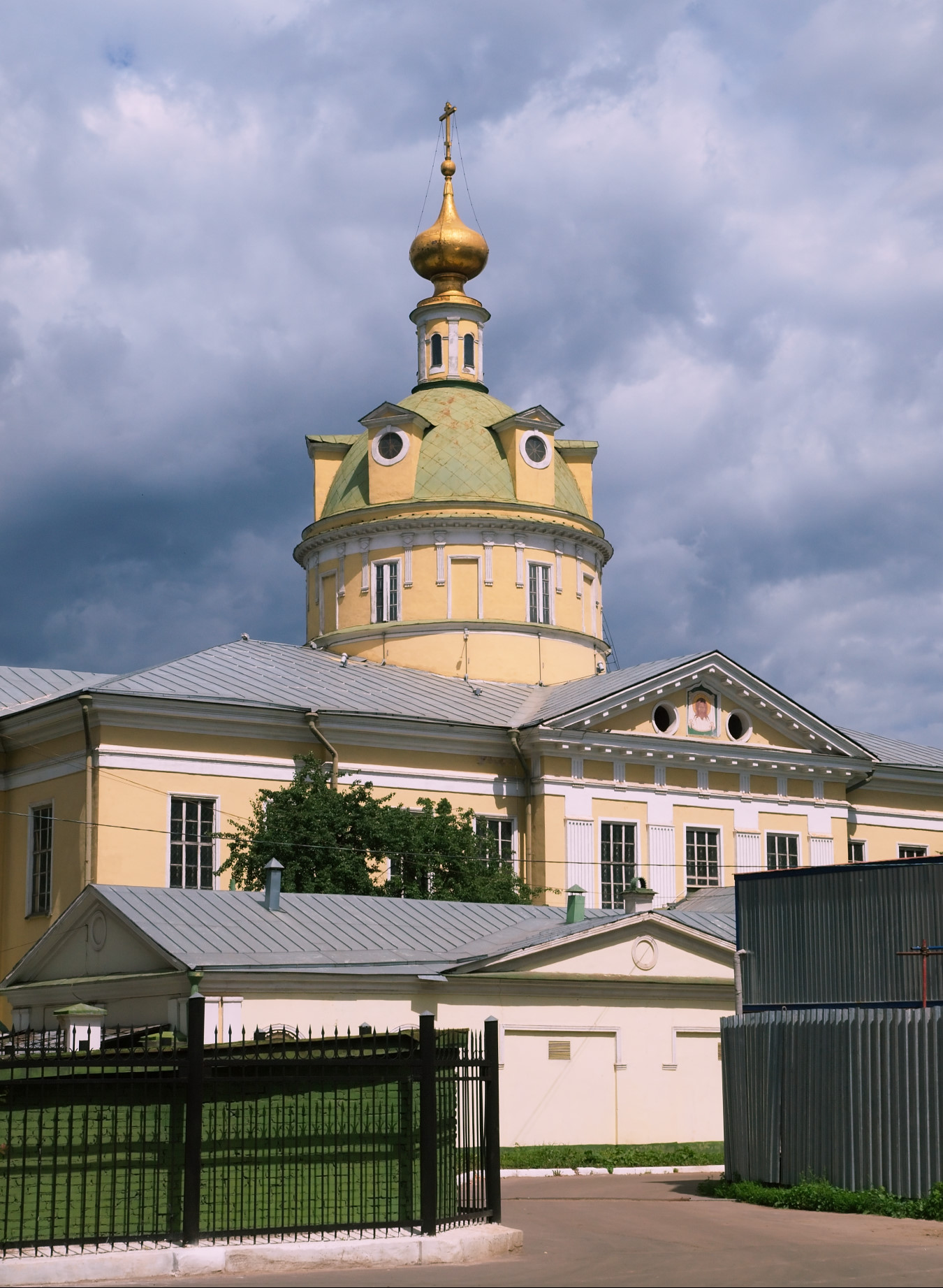
Покровский собор на Рогожском кладбище (кафедральный собор РПСЦ), Москва
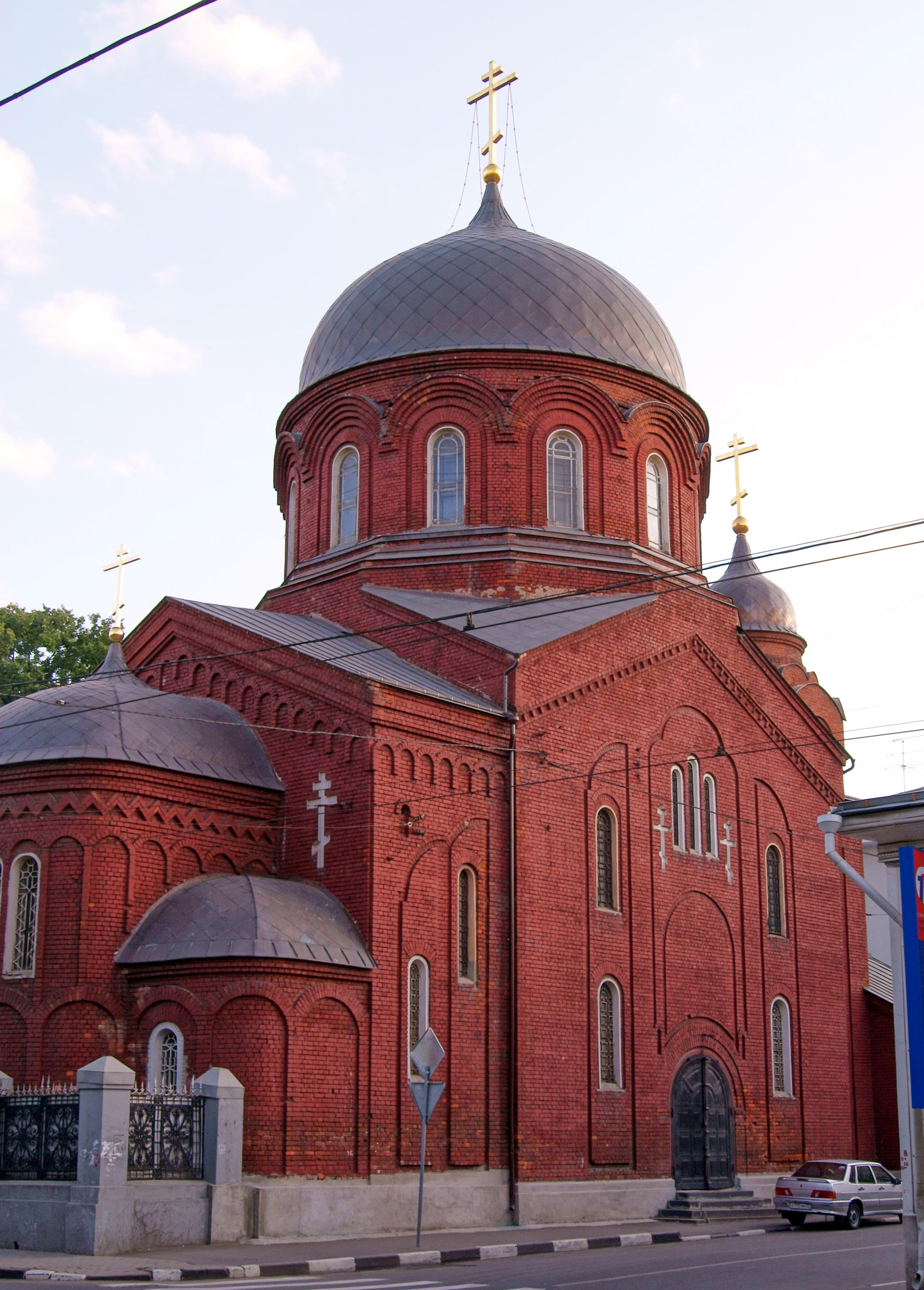
Покровский собор на Новокузнецкой улице (кафедральный собор РДЦ), Москва

### Другие храмы и монастыри

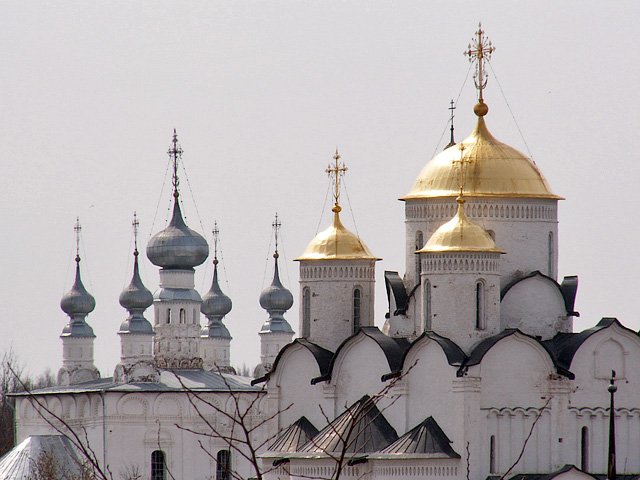
Покровский монастырь, Владимирская область, город Суздаль
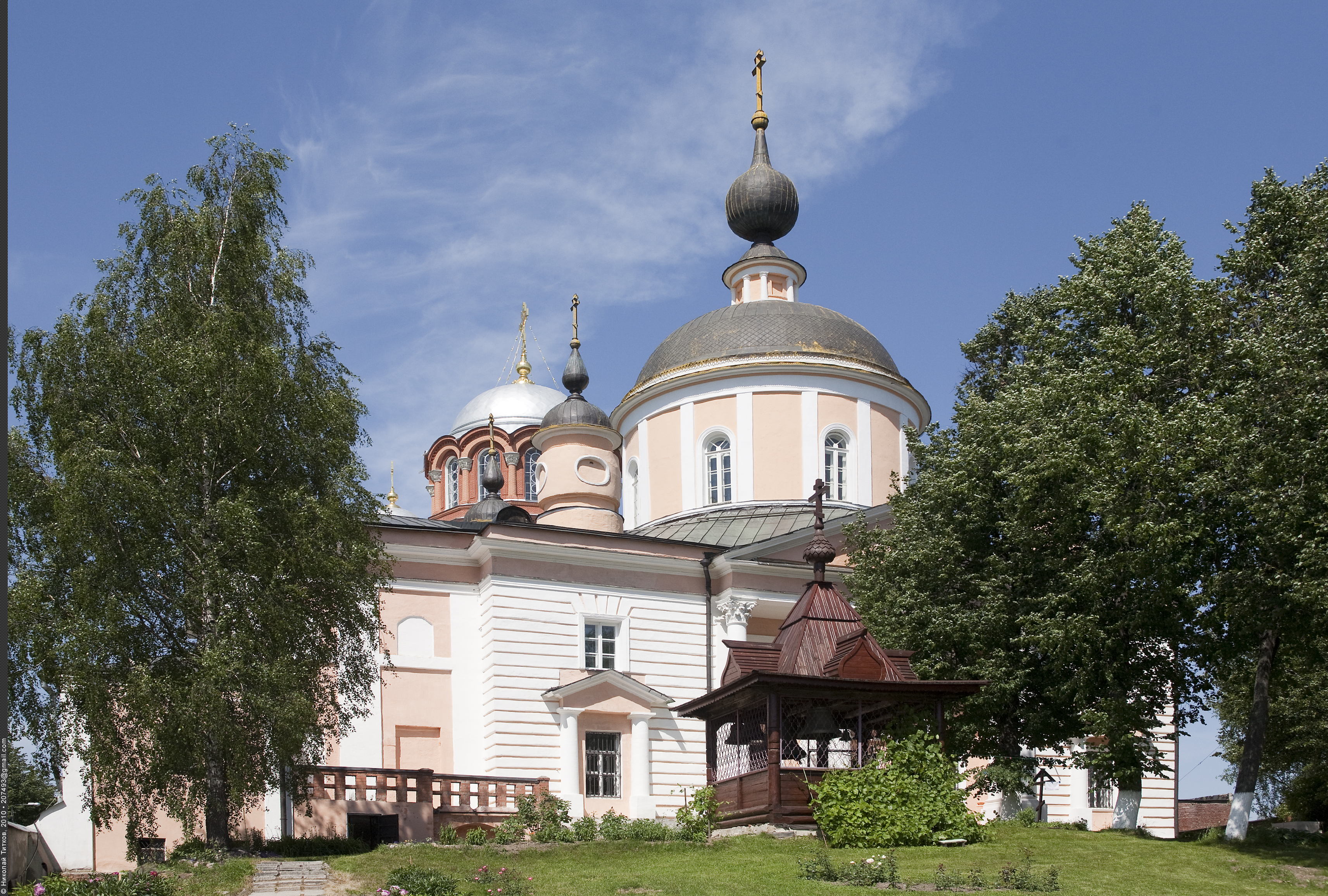
Покровский монастырь, Московская область, город Хотьково
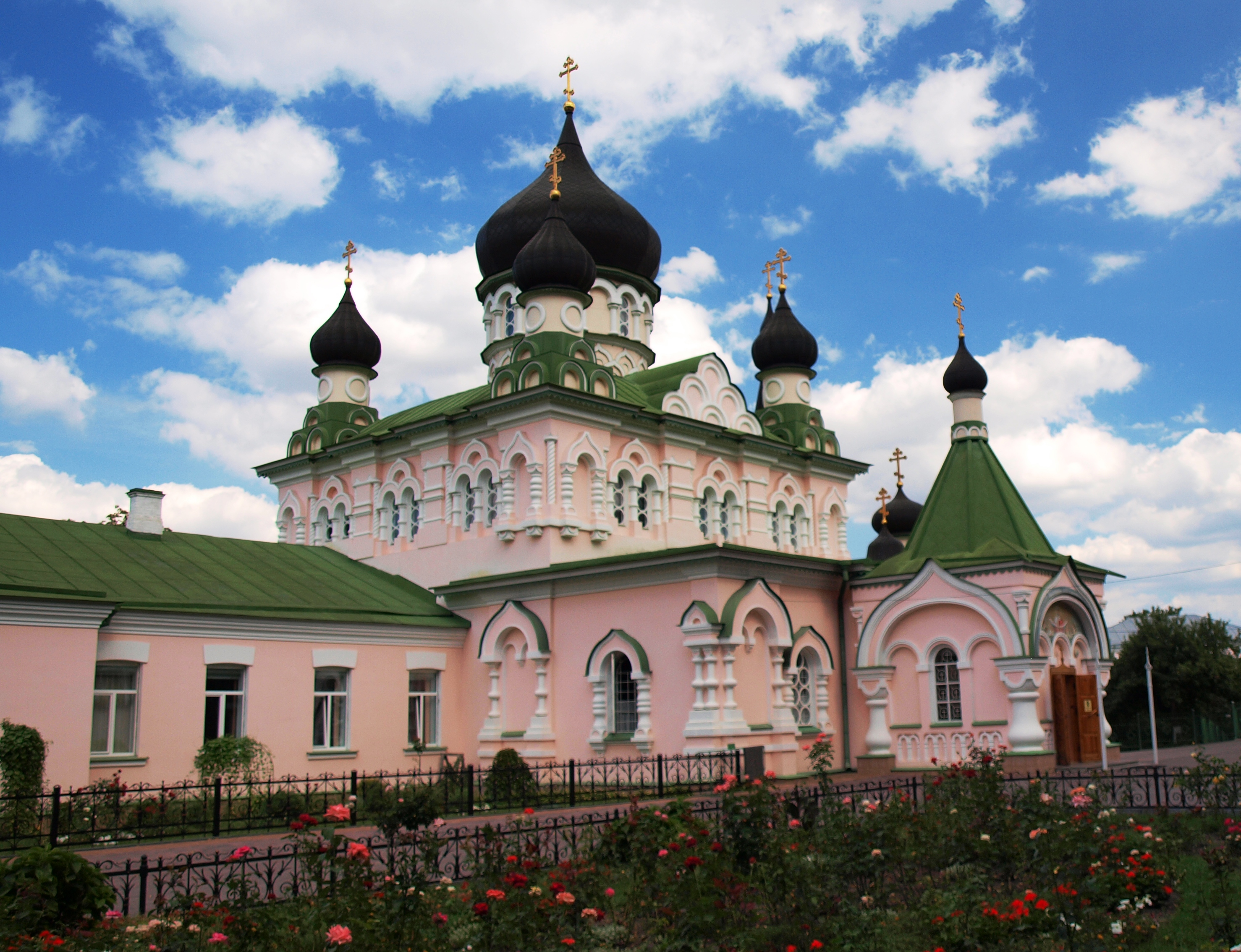
Покровский женский монастырь, Киев
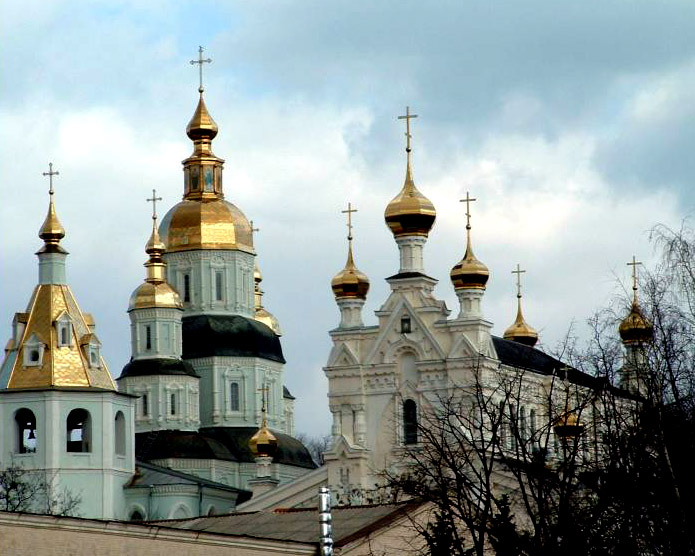
Покровский мужской монастырь, Харьков
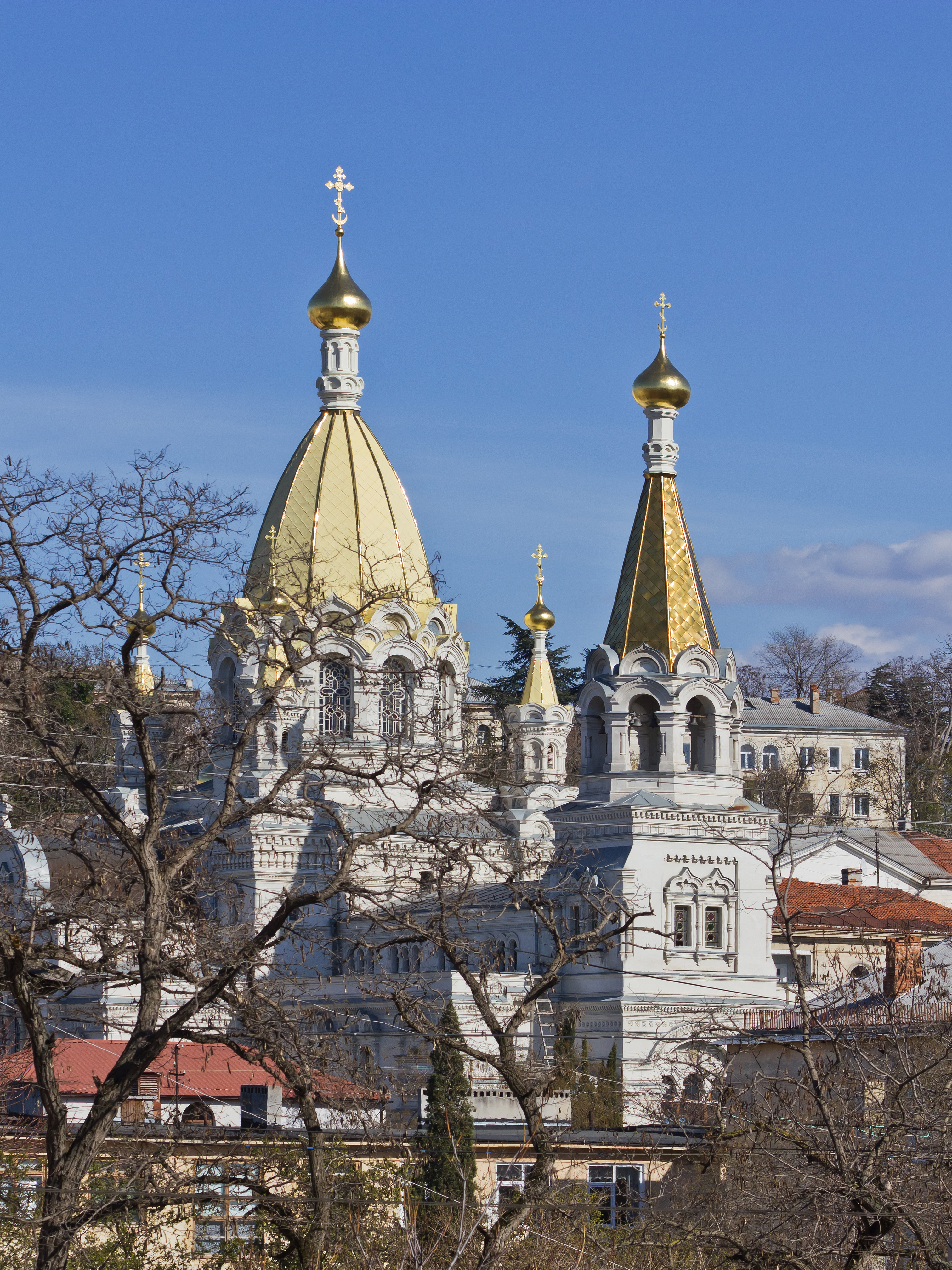
Покровский собор, Севастополь
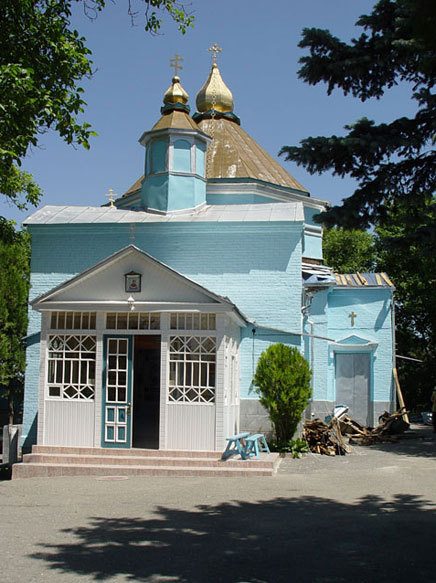
Храм Покрова Пресвятой Богородицы, Пятигорск
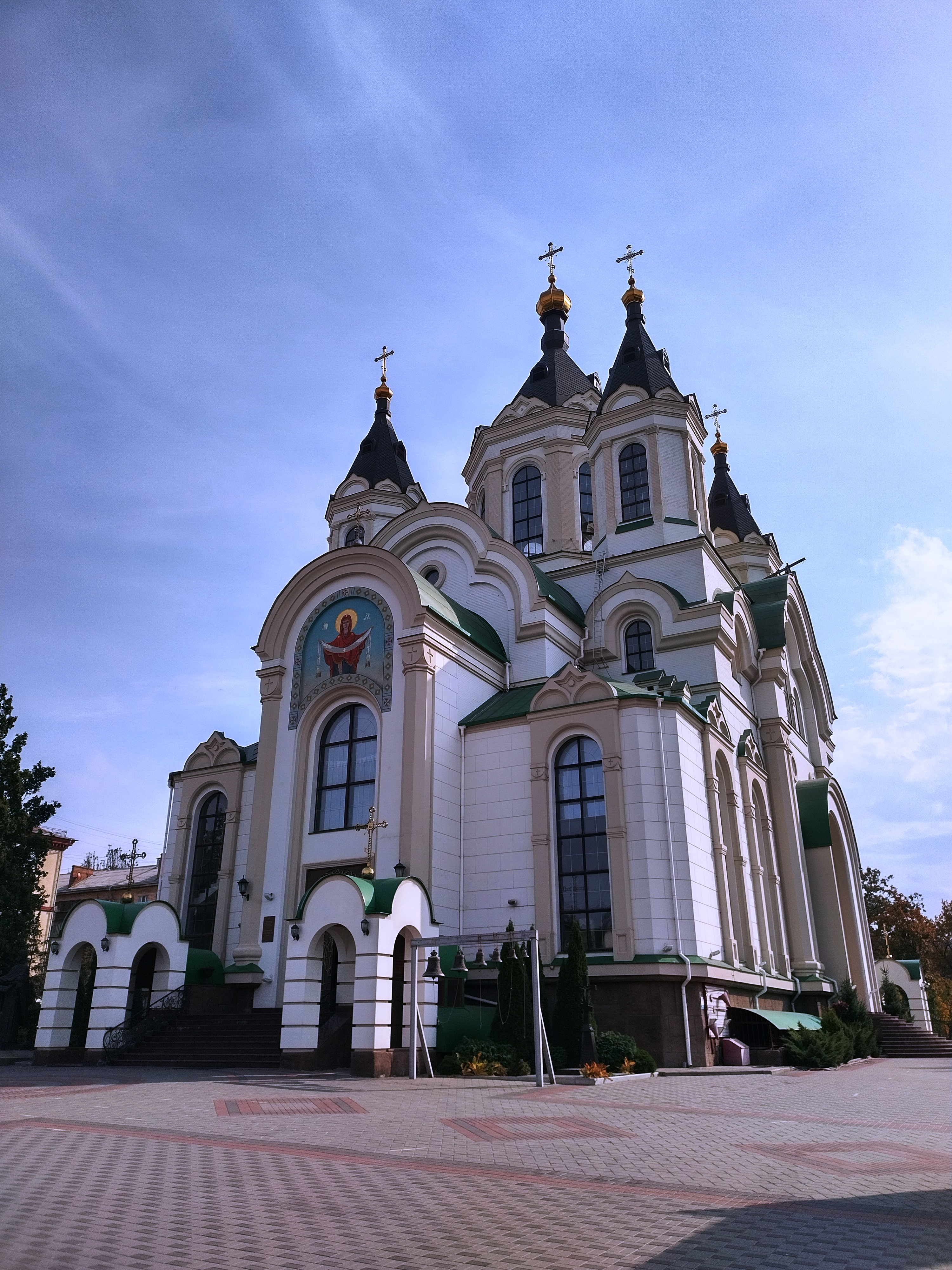
Свято-Покровский кафедральний собор. Запорожье
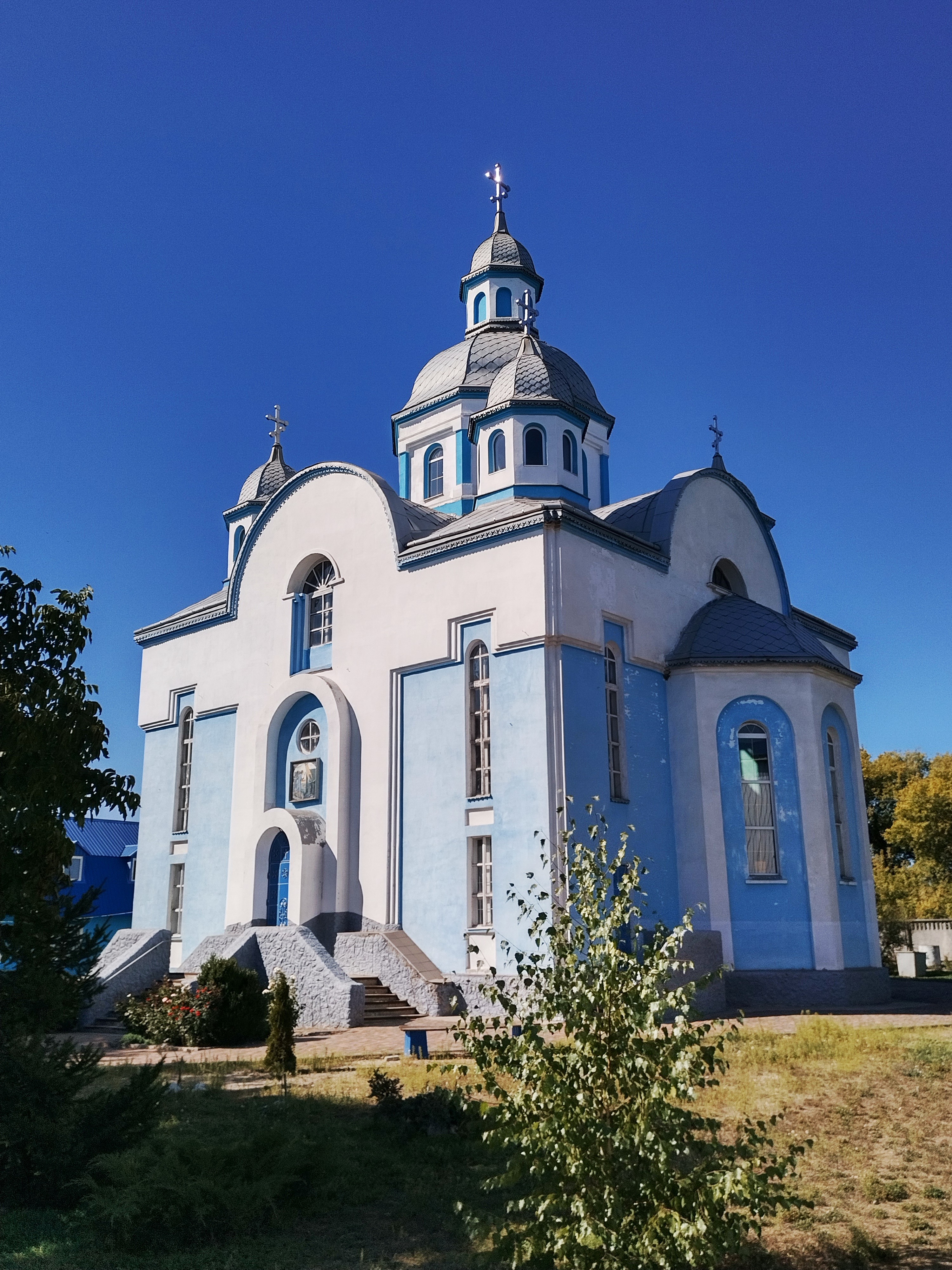
Свято-Покровский храм. Пятихатки
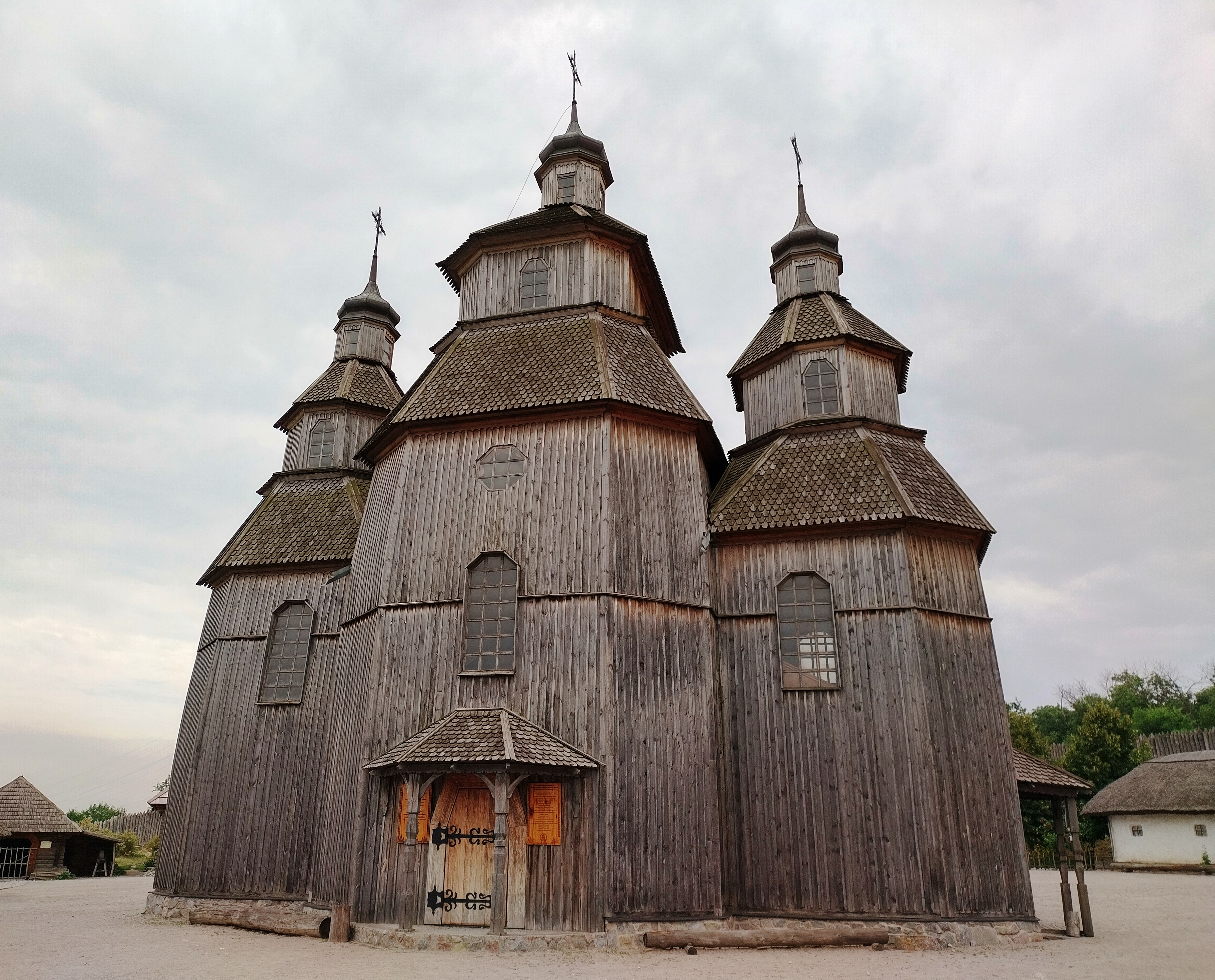
Покровская сечевая церковь. Остров Хортица
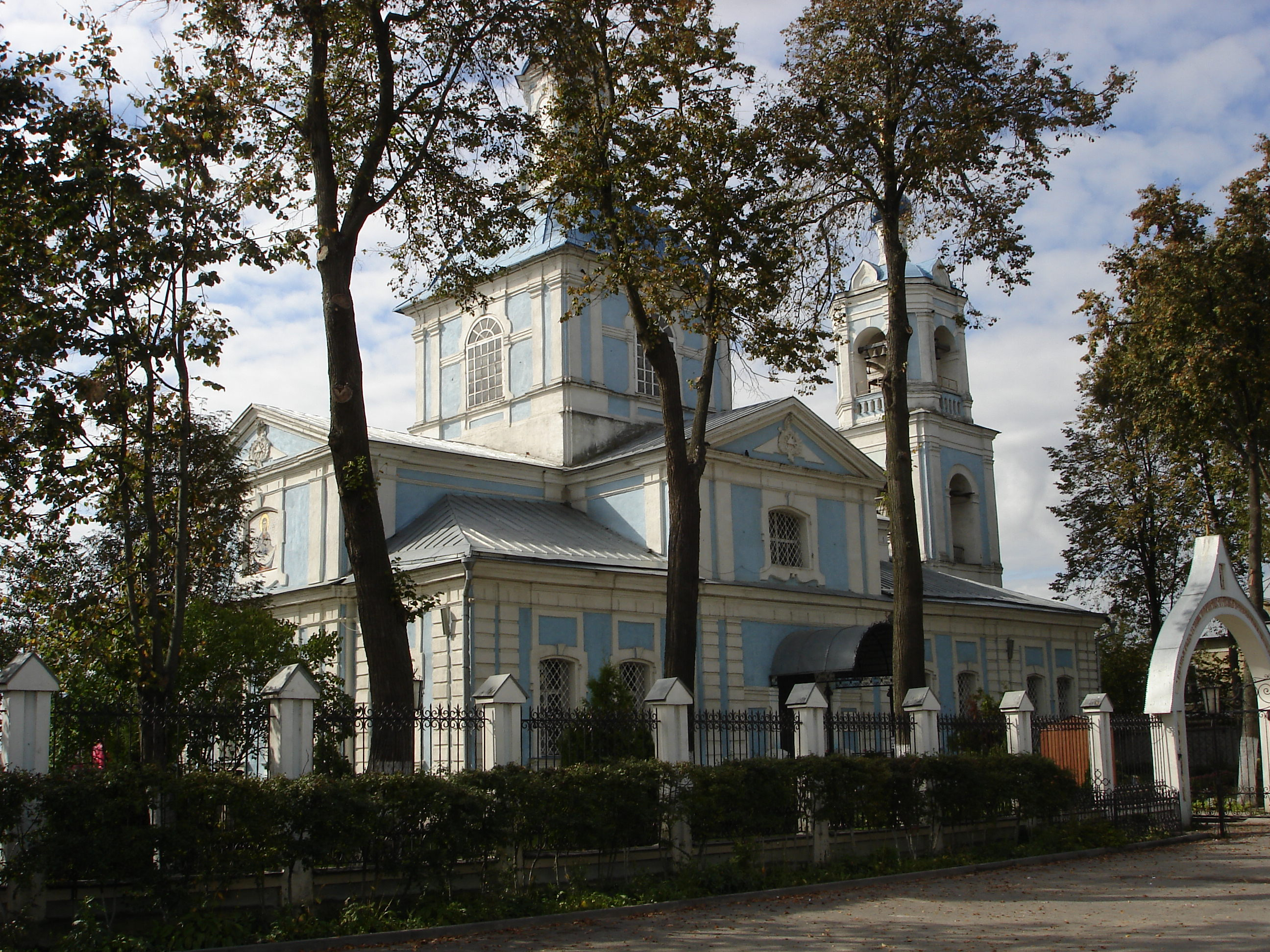
Храм Покрова Пресвятой Богородицы. Перхушково

## Покров в топонимике
Праздник Покрова оставил значительный след в топонимике Белоруссии, Казахстана, России, Украины и некоторых других стран бывшего СССР, на территории которых имеется большое число населённых пунктов с названиями Покров, Покровка, Покровск, Покровская, Покровский, Покровское и подобных им (например, Ново-Покровская, Ново-Покровский).
Об этом празднике напоминают названия московских улиц, площадей и районов: Покровка, Покровские Ворота, Покровское-Глебово, Покровское-Стрешнево и др.

## Народные традиции
На Руси этот праздник широко отмечался в крестьянском быту, с ним было связано множество примет, посвящённых окончанию осени и началу зимы. Первый зимний праздник. С этого дня начинались вечерние девичьи посиделки и зимний свадебный сезон.
В народной традиции в этот день отмечалась встреча осени с зимой. Само название народная этимология связывает с первым снегом, который покрывал землю, указывая на близость зимних холодов. Подобные представления отражает пословица: «На Покров до обеда осень, а после обеда зимушка-зима».